# Adam Bahdaj

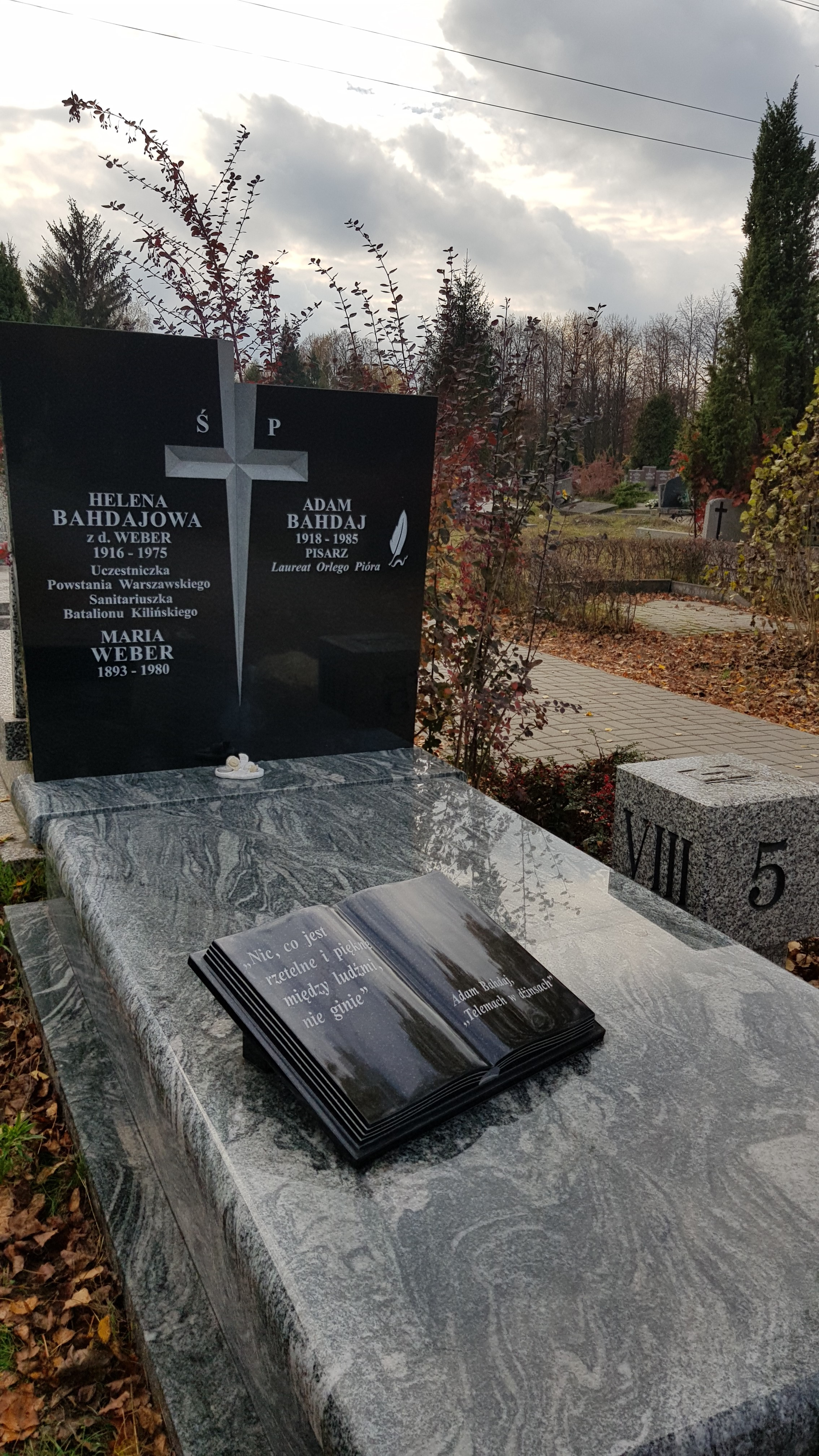
Grób Adama Bahdaja na Cmentarzu Północnym w Warszawie

Adam Bahdaj, ps. „Jan Kot”, „Dominik Damian” (ur. 2 stycznia 1918 w Zakopanem, zm. 7 maja 1985 w Warszawie) – polski pisarz prozaik, autor książek dla dzieci i młodzieży, tłumacz z języka węgierskiego.
Uczestnik wojny obronnej 1939. W czasie II wojny światowej był kurierem tatrzańskim.

## Życiorys
Studiował na Wydziale Prawa Uniwersytetu Jagiellońskiego w Krakowie i w Szkole Głównej Handlowej w Warszawie. W czasie studiów pracował jako przewodnik tatrzański. Był uczestnikiem wojny obronnej 1939, a następnie działaczem Polonii na Węgrzech, gdzie przebywał przez prawie cały okres wojny. W 1945 powrócił do Polski i z początku pracował jako dziennikarz. Był członkiem Koła Literacko-Artystycznego Start. Pod pseudonimem Jan Kot zadebiutował tomem poezji Iskry spod młota. Natomiast powieści sensacyjne pisał jako Dominik Damian.
Znany jest głównie z powieści dla dzieci i młodzieży. W plebiscycie czytelników pisma „Płomyk” na najpopularniejszego pisarza otrzymał w 1970 „Orle Pióro”.
Przekładał poezję Lajosa Áprilyego. W 1943 w Budapeszcie został wydany w polskim tłumaczeniu Wybór poezji węgierskiego twórcy.
W 1974 został odznaczony Złotym Krzyżem Zasługi oraz otrzymał nagrodę Prezesa Rady Ministrów za całokształt twórczości dla dzieci i młodzieży. Ponadto otrzymał Medal Komisji Edukacji Narodowej. Jego utwory przetłumaczono na 21 języków.
Był ojcem Marka Bahdaja, scenarzysty filmowego. Został pochowany na Cmentarzu Komunalnym Północnym w Warszawie (kw. E-VIII-5-1-1).

## Twórczość
- 1949: Ich pierwszy start[10]
- 1952: Skalista ubocz[11]
- 1953:
  - Mały ratownik[12]
  - Na śnieżnej trasie[13]
  - Przygoda Wojtka[14]
- 1954: 
  - Narciarski ślad[15]
  - Po burzy świeci słońce[16]
  - Od startu do mety[17]
- 1956: Droga przez góry (wspomnienia z młodości)[18]
- 1957: Do przerwy 0:1[19], na jej podstawie powstał serial telewizyjny i film kinowy Paragon gola; kontynuacja przygód bohaterów to Wakacje z duchami
- 1958:
  - Historie nie z tego śniegu...[20]
  - O siódmej w Budapeszcie[21]
- 1959: Order z księżyca (Wydawnictwo Łódzkie)[22]
- 1961: Wakacje z duchami[23], dalszy ciąg przygód bohaterów Do przerwy 0:1, na jej podstawie powstał serial telewizyjny (lektura do klasy 6. szkoły podstawowej)
- 1963: Uwaga! Czarny parasol![24]
- 1964: Podróż za jeden uśmiech[25], na jej podstawie powstał serial telewizyjny i film pełnometrażowy[26].
- 1965: Smak życia[27]
- 1966:
  - Piraci z Wysp Śpiewających[28][29]
  - Kapelusz za sto tysięcy[30]
  - Stawiam na Tolka Banana[31], na jej podstawie powstał serial telewizyjny[32]
- 1969: W stronę Kansas City[33]
- 1970: 
  - Czarne sombrero[34]
  - Maski i twarze[35]
- 1973: Trzecia granica[36], wspomnienia z młodości, na jej podstawie powstał serial telewizyjny[37]
- 1979: Telemach w dżinsach[38], nagroda Srebrne Koziołki w 1981[39], dalszy ciąg to Gdzie twój dom, Telemachu?, na podstawie obu książek powstał film fabularny W piątą stronę świata[40]
- 1982: Gdzie twój dom, Telemachu?[41], dalszy ciąg Telemacha w dżinsach, w 1984 książka została wpisana na Listę Honorową IBBY[42][39]
- 1985: Dan Drewer i Indianie[43]
- 1987: Tańczący słoń[44]

### SeriaPoczytaj mi, mamo
- 1956: Nad strumykiem[45]
- 1965: Księżycowy koncert[46]
- 1968: Najpiękniejsza fotografia[47]
- 1971: Malowany ul[48]

### Dla dzieci
- 1958: 
  - Festyn w Bławatkowie[49]
  - Przygody srebrnej piłki[50]
- 1964: Wąsik[51]
- 1965: O piracie Rum-Barbari i o czymś jeszcze[52]
- 1967: 
  - Pilot i ja[53]
  - Wielki wyścig[54]
- 1969: Mały pingwin Pik-Pok[55]
- 1971: O małej spince i dużym pstrągu[56]
- 1972: Podróż w nieznane[57]
- 1973: Pan Piramido z trzynastego piętra[58]

### Jako Dominik Damian (tzw. Seria z Jamnikiem)
- 1959:
  - Nieznajomy z baru Calypso[59]
  - Ruda modelka[60]
- 1963: Drugie dno [61]
- 1964: Portret z paragrafem[62]

## Ekranizacje
W latach 1988–1992 w łódzkim Se-ma-forze zrealizowano 26 odcinkowy animowany serial lalkowy Mały Pingwin Pik-Pok na podstawie książki Adama Bahdaja. Bohaterem jest pingwinek, który ma dość siedzenia na Wyspie Śniegowych Burz i postanawia zwiedzić świat.